# För den skönhet jorden bär
För den skönhet jorden bär är en lovpsalm av Folliott Pierpoint år 1864, översatt till svenska av Sven Larson år 1967, bearbetad av densamme år 1986. Psalmen är ett tack till Fadern för hans kärlek och skaparmakt. De två första stroferna slutar "allt till dig sin lovsång bär, Fader, du som var, som evigt var och är" och de två sista: "vi till dig vår lovsång bär" o.s.v.
Melodin (2/4, F-dur) är av Eric Thiman och komponerad år 1965. Den är rik på melismer och tempoväxlingar.

## Publicerad som
- Nr 328 i Psalmer och Sånger 1987 under rubriken "Lovsång och tillbedjan".[1]